# Friedrich-Wilhelm Raasch
Friedrich-Wilhelm Raasch (* 12. Oktober 1938 in Hildesheim; † 10. Februar 1997 in Lilienthal) war ein deutscher Politiker (CDU) und Mitglied des Niedersächsischen Landtages.
Nach dem Abitur 1959 in Bremen absolvierte Friedrich-Wilhelm Raasch in Niedersachsen eine Ausbildung als Rechtspfleger, die er 1962 durch Prüfung abschloss. Er arbeitete danach als Rechtspfleger von 1962 bis 1978 in Lilienthal, in Osterholz-Scharmbeck und in Verden. Als Mitglied des Niedersächsischen Landesrundfunkausschusses stieg er 1990 zu dessen Geschäftsführer auf und blieb in dieser Position bis 1994. In der Folge wirkte er in der Niedersächsischen Landesmedienanstalt als Direktor bis zum Jahr 1995.
Raasch trat der CDU im Jahr 1968 bei. Er war Mitglied des Kreditausschusses der Kreissparkasse Osterholz und Mitglied des Verwaltungsrates. Ab dem Jahr 1968 war er Mitglied des Rates, ab 1974 wurde er in der Gemeinde Lilienthal Bürgermeister. Außerdem wurde er 1972 im Landkreis Osterholz Abgeordneter des Kreistages und Mitglied des Kreisausschusses. Vom 21. Juni 1978 bis 18. Januar 1990 war er Mitglied des Niedersächsischen Landtages (9. bis 11. Wahlperiode); vom 10. Juli 1986 bis 18. Januar 1990 wirkte er zudem als Vorsitzender des Wahlprüfungsausschusses.
Zu seinen Ehren wurde in Lilienthal eine Straße nach ihm benannt.